# Pacer (videojuego)
Pacer, originalmente titulado Formula Fusion, es un videojuego de carreras futurista desarrollado por el estudio independiente británico R8 Games para Microsoft Windows, PlayStation 4 y Xbox One. Inicialmente estaba planeado para lanzarse el 17 de septiembre de 2020. Sin embargo, se retrasó hasta finales de septiembre de 2020. El 19 de octubre de 2020, R8 anunció que el juego se lanzaría el 29 de ese mismo mes.
Una campaña de kickstarter de R8 Games logró asegurar más de £79,000 para comenzar el desarrollo del juego que se lanzó como una versión de acceso anticipado a través de Steam en agosto de 2015. El juego cambió de nombre, pasando a ser de Formula Fusion a Pacer a principios de 2019.
El juego comenzó como un sucesor espiritual de la serie Wipeout, con algunos de los primeros empleados de R8 Games que trabajaron en Wipeout 3 para Psygnosis Leeds . El fundador de R8 Games, Andrew Walker, formó parte del equipo que recibió un BAFTA al mejor diseño en Wipeout 3 en 1999. Designers Republic, el estudio de diseño gráfico que diseñó recursos visuales y marketing para los primeros tres juegos de Wipeout, también contribuyó al juego.
El juego utiliza el motor de juego Unreal Engine 4 con modificaciones al código fuente abierto para mejorar la sensación de velocidad.

## Recepción
Formula Fusion recibió críticas muy variadas al salir del acceso anticipado. Los críticos elogiaron los gráficos, el sonido y afirmaron que el juego se sentía muy fiel a la serie Wipeout, mientras criticaban fuertemente la cantidad insustancial de contenido y los errores imprevistos. Muchos críticos afirmaron que el juego se sentía inacabado y que no estaba listo para su lanzamiento completo fuera del acceso anticipado.
Pacer se abrió a una recepción más positiva, recibiendo críticas "mixtas o promedio" para PC y críticas "generalmente positivas" para PlayStation 4 y Xbox One.
CGM lamentó la falta de accesibilidad, la base de jugadores en línea y los controles del juego, al tiempo que elogió la banda sonora, los gráficos, la personalización y su capacidad para estar a la altura del legado de Wipeout. Hardcore Gamer escribió positivamente sobre el juego, afirmando: "Los fanáticos de F-Zero o Wipeout disfrutarán sin lugar a dudas Pacer. El juego es rápido y hermoso y ofrece más profundidad con una variedad de carreras", al mismo tiempo criticó la falta de funcionalidad en línea y contenido adquirible en el juego. Push Square elogió la amplia variedad de modos y contenido, y el juego rápido mientras criticaba los equipos de carreras olvidables y la interfaz de usuario, calificándola de "torpe".